# Aïn Beïda (distrito)
Aïn Beïda é um distrito localizado na província de Oum El Bouaghi, Argélia, e cuja capital é a cidade de mesmo nome. A população total do distrito era de 138 552 habitantes, em 2008.[carece de fontes?]

## Comunas
O distrito está dividido em três comunas:
- Aïn Beïda
- Zorg
- Berriche